# Losenheim (zřícenina hradu)
Nepatrné zbytky hradu Losenheim se nacházejí na izolovaném skalním ostrohu severně od „Rotte Losenheim“, asi 5 kilometrů od městyse Puchberg am Schneeberg v okrese Neunkirchen v rakouské spolkové zemi Dolní Rakousy.
Podle polohy a pravděpodobně dřívější úlohy hradu jako sídla panství se jen skromně usuzuje ze zbytků zdí. Tyto jsou občas spojovány opravnými pracemi, protože se od devadesátých let privátními prostředky rekonstruují.

## Historie
Na počátku 13. století budoval „Gleißenfeld-Puchberger“ (z prostoru „Gleißenfeld/Scheiblingkirchen“ – kdysi „Puchberg“ – v tehdy nejistých dobách se budovaly hrady Puchberg, Losenheim a další. 
Dokumentárně je rod Losenheimerů od 13. až do 14. století doložitelný, V roce 1220 Wulfing von Losenheim a 1222 a 1225 Dietmar z Losenheimu je zmiňovaný. Patřili ke sloužící šlechtě Babenberků a vévody Leopolda VI. Babenberského (asi 1175–1230). I přesto je jmenován Losenheimer v první polovině 13. století, na podkladě archeologických nálezů byla stavba hradu provedena již v pozdním 12. století.
Před 3. září 1264 je doloženo, že Rüdiger von Losenheim přenechal klášteru Heiligenkreuz dva a půl „Mansen“ a dvě zahrady k „Höflein na vyšší stěně“. Jako svědci byli „Wisento“, leník !Rüdiger z Losenheimu“, „Eberhard z Puchbergu“ – synovec „Rüdiger z Losenheimu a Tuote“ – manželka Rüdigera z Losenheimu.
Dne 3. září 1264 dosvědčuje Rüdiger z Losenheimu, že opatství Heiligenkreuz také dosud vyhrazuje právo fojtství nad "Gülte k Höflein" přenechává.
V roce 1278 je zmíněný Otto z Losenheimu
V roce 1304 se zříká Johann z Losenhaimu ve prospěch opatství Heiligenkreuz na tři hřivny feniků Gülte k Höfleinu, které jeho otec prodal.
V polovině 14. století se shoduje vlastnické poměry panství Losenheim s onou zříceninou hradu Puchberg.

### Související článek
- Hrady a zámky v Rakousku